# Districte electoral de Terrassa
El districte de Terrassa fou una circumscripció electoral del Congrés dels Diputats utilitzada en les eleccions generals espanyoles entre 1871 i 1923. Es tractava d'un districte uninominal, ja que només era representat per un sol diputat.

## Àmbit geogràfic
L'any 1871, el districte comprenia tot el partit judicial de Terrassa, excepte els municipis de Castellbisbal i Rubí (que pertanyien a Sant Feliu) i els municipis de Castellar del Vallès, Gallifa, Matadepera, Rellinars, Sant Llorenç Savall, Sentmenat i Vacarisses.
L'any 1887 es va crear el districte de Sabadell. El districte de Terrassa va quedar format per Matadepera, Mira, Olesa de Montserrat, Rellinars, Rocafort, Rubí, Sant Pere de Terrassa, Talamanca, Terrassa, Ullastrell, Vacarisses i Viladecavalls.

## Diputats electes
| Elecció | Elecció        | Diputat                  | Partit/Ideologia                    |
| ------- | -------------- | ------------------------ | ----------------------------------- |
|         | 1871           | Adolf Joarizti i Lasarte | Partit Republicà Democràtic Federal |
|         | Abril 1872     | Lluís de Ramon           | Sense dades                         |
|         | Agost 1872     | Joan Pla i Mas           | Partit Republicà Democràtic Federal |
|         | 1876           | Pau Turull i Comadran    | Conservador                         |
|         | 1881           | Joaquim Planas i Borrell | Liberal                             |
|         | 1884           | Pau Turull i Comadran    | Conservador                         |
|         | 1886           | Joan Maluquer i Viladot  | Liberal                             |
|         | 1891           | Pere Bosch i Labrús      | Conservador                         |
|         | 1892 (parcial) | Antoni Sedó Pàmies       | Conservador                         |
|         | 1893           | Alfons Sala i Argemí     | Conservador                         |
|         | 1901           | Alfons Sala i Argemí     | Liberal                             |
|         | 1907           | Amadeu Hurtado i Miró    | Republicà independent solidari      |
|         | 1910           | Alfons Sala i Argemí     | Liberal                             |
|         | 1923           | Domènec Palet i Barba    | Nacionalista republicà              |

## Resultats electorals

### Dècada de 1920
| Eleccions generals del 29/04/1923 |                                    |                       |        |      |
| Partit/Ideologia                  | Partit/Ideologia                   | Candidat              | Vots   | %    |
|                                   | Nacionalista republicà             | Domènec Palet i Barba | 4.359  | 52,7 |
|                                   | Unió Monàrquica Nacional (liberal) | Joan Marcet i Palet   | 3.827  | 46,3 |
|                                   | Altres                             | Altres                | 82     | 1,0  |
| Total                             | Total                              | Total                 | 8.268  | 100  |
| Cens/participació                 | Cens/participació                  | Cens/participació     | 10.949 | 75,5 |

| Eleccions generals del 19/12/1920 |                          |                       |        |      |
| Partit/Ideologia                  | Partit/Ideologia         | Candidat              | Vots   | %    |
|                                   | Unió Monàrquica Nacional | Alfons Sala i Argemí  | 3.835  | 49,9 |
|                                   | Republicà autonomista    | Domènec Palet i Barba | 3.811  | 49,5 |
|                                   | Altres                   | Altres                | 46     | 0,6  |
| Total                             | Total                    | Total                 | 7.692  | 100  |
| Cens/participació                 | Cens/participació        | Cens/participació     | 10.028 | 76,7 |

### Dècada de 1910
| Eleccions generals del 01/06/1919 |                          |                       |       |      |
| Partit/Ideologia                  | Partit/Ideologia         | Candidat              | Vots  | %    |
|                                   | Unió Monàrquica Nacional | Alfons Sala i Argemí  | 3.577 | 50,2 |
|                                   | Coalició republicana     | Domènec Palet i Barba | 3.489 | 48,9 |
|                                   | Altres                   | Altres                | 64    | 0,9  |
| Total                             | Total                    | Total                 | 7.130 | 100  |
| Cens/participació                 | Cens/participació        | Cens/participació     | 9.584 | 74,4 |

| Eleccions generals del 24/02/1918 |                      |                         |       |      |
| Partit/Ideologia                  | Partit/Ideologia     | Candidat                | Vots  | %    |
|                                   | Independent          | Alfons Sala i Argemí    | 3.515 | 49,3 |
|                                   | Lliga Regionalista   | Josep Rigol i Casanovas | 1.828 | 25,7 |
|                                   | Coalició d'esquerres | Antoni Marsà i Bragado  | 1.743 | 24,5 |
|                                   | Altres               | Altres                  | 1     | 0,0  |
| Vots en blanc                     | Vots en blanc        | Vots en blanc           | 31    | 0,4  |
| Vots nuls                         | Vots nuls            | Vots nuls               | 8     | 0,1  |
| Total                             | Total                | Total                   | 7.126 | 100  |
| Cens/participació                 | Cens/participació    | Cens/participació       | 9.515 | 74,9 |

| Eleccions generals del 09/04/1916 |                          |                      |       |      |
| Partit/Ideologia                  | Partit/Ideologia         | Candidat             | Vots  | %    |
|                                   | Liberal                  | Alfons Sala i Argemí | 5.564 | 99,4 |
|                                   | Partit Republicà Radical | Vicente Díaz Morell  | 7     | 0,1  |
|                                   | Altres                   | Altres               | 24    | 0,4  |
| Total                             | Total                    | Total                | 5.595 | 100  |
| Cens/participació                 | Cens/participació        | Cens/participació    | 9.351 | 59,8 |

| Eleccions generals del 08/03/1914 |                            |                        |       |      |
| Partit/Ideologia                  | Partit/Ideologia           | Candidat               | Vots  | %    |
|                                   | Liberal                    | Alfons Sala i Argemí   | 4.709 | 95,2 |
|                                   | Coalició republicana (PRR) | Jaume Anglès Pruñonosa | 177   | 3,6  |
| Vots en blanc                     | Vots en blanc              | Vots en blanc          | 50    | 1,0  |
| Vots nuls                         | Vots nuls                  | Vots nuls              | 9     | 0,2  |
| Total                             | Total                      | Total                  | 4.945 | 100  |
| Cens/participació                 | Cens/participació          | Cens/participació      | 9.165 | 54,0 |

| Eleccions generals del 08/05/1910 |                   |                      |       |      |
| Partit/Ideologia                  | Partit/Ideologia  | Candidat             | Vots  | %    |
|                                   | Liberal           | Alfons Sala i Argemí | 3.857 | 93,7 |
|                                   | Republicà         | Jaume Valls i Creus  | 261   | 6,3  |
| Total                             | Total             | Total                | 4.118 | 100  |
| Cens/participació                 | Cens/participació | Cens/participació    | 8.912 | 46,2 |

### Dècada de 1900
| Eleccions generals del 21/04/1907 |                                |                       |       |      |
| Partit/Ideologia                  | Partit/Ideologia               | Candidat              | Vots  | %    |
|                                   | Republicà independent solidari | Amadeu Hurtado i Miró | 3.531 | 89,9 |
|                                   | Republicà anti-solidari        | Pere Villanueva i Mas | 388   | 9,9  |
|                                   | Altres                         | Altres                | 9     | 0,2  |
| Total                             | Total                          | Total                 | 3.928 | 100  |
| Cens/participació                 | Cens/participació              | Cens/participació     | 8.632 | 45,5 |

| Eleccions generals del 10/11/1905 |                   |                      |       |      |
| Partit/Ideologia                  | Partit/Ideologia  | Candidat             | Vots  | %    |
|                                   | Liberal           | Alfons Sala i Argemí | 3.153 | 95,1 |
|                                   | Republicà         | Josep Roca i Roca    | 0     | 0,0  |
|                                   | Altres            | Altres               | 163   | 4,9  |
| Total                             | Total             | Total                | 3.316 | 100  |
| Cens/participació                 | Cens/participació | Cens/participació    | 8.509 | 39,0 |

| Elecció parcial del 26/05/1903 |                   |                      |       |      |
| Partit/Ideologia               | Partit/Ideologia  | Candidat             | Vots  | %    |
|                                | Liberal           | Alfons Sala i Argemí | 3.152 | 53,8 |
|                                | Republicà         | Josep Roca i Roca    | 2.706 | 46,1 |
|                                | Altres            | Altres               | 6     | 0,1  |
| Total                          | Total             | Total                | 5.864 | 100  |
| Cens/participació              | Cens/participació | Cens/participació    | 8.347 | 70,3 |

| Eleccions generals del 19/05/1901 |                   |                      |       |       |
| Partit/Ideologia                  | Partit/Ideologia  | Candidat             | Vots  | %     |
|                                   | Liberal           | Alfons Sala i Argemí | 3.076 | 100,0 |
|                                   | Altres            | Altres               | 1     | 0,0   |
| Total                             | Total             | Total                | 3.077 | 100   |
| Cens/participació                 | Cens/participació | Cens/participació    | 8.547 | 36,0  |

### Dècada de 1890
| Eleccions generals del 16/04/1899 |                   |                      |       |       |
| Partit/Ideologia                  | Partit/Ideologia  | Candidat             | Vots  | %     |
|                                   | Conservador       | Alfons Sala i Argemí | 3.653 | 100,0 |
|                                   | Altres            | Altres               | 1     | 0,0   |
| Total                             | Total             | Total                | 3.654 | 100   |
| Cens/participació                 | Cens/participació | Cens/participació    | 8.409 | 43,5  |

| Eleccions generals del 27/03/1898 |                   |                      |       |      |
| Partit/Ideologia                  | Partit/Ideologia  | Candidat             | Vots  | %    |
|                                   | Conservador       | Alfons Sala i Argemí | 3.189 | 99,6 |
|                                   | Altres            | Altres               | 13    | 0,4  |
| Total                             | Total             | Total                | 3.202 | 100  |
| Cens/participació                 | Cens/participació | Cens/participació    | 8.098 | 39,5 |

| Eleccions generals del 12/04/1896 |                   |                      |       |       |
| Partit/Ideologia                  | Partit/Ideologia  | Candidat             | Vots  | %     |
|                                   | Conservador       | Alfons Sala i Argemí | 4.221 | 100,0 |
|                                   | Altres            | Altres               | 2     | 0,0   |
| Total                             | Total             | Total                | 4.223 | 100   |
| Cens/participació                 | Cens/participació | Cens/participació    | 8.013 | 52,7  |

| Eleccions generals del 05/03/1893 |                   |                      |       |      |
| Partit/Ideologia                  | Partit/Ideologia  | Candidat             | Vots  | %    |
|                                   | Conservador       | Alfons Sala i Argemí | 2.473 | 56,6 |
|                                   | Altres            | Altres               | 1.894 | 43,4 |
| Total                             | Total             | Total                | 4.367 | 100  |
| Cens/participació                 | Cens/participació | Cens/participació    | 7.576 | 57,6 |

| Elecció parcial del 15/05/1892 |                   |                    |       |      |
| Partit/Ideologia               | Partit/Ideologia  | Candidat           | Vots  | %    |
|                                | Conservador       | Antoni Sedó Pàmies | 2.423 | 55,9 |
|                                | Altres            | Altres             | 1.908 | 44,1 |
| Total                          | Total             | Total              | 4.331 | 100  |
| Cens/participació              | Cens/participació | Cens/participació  | 7.495 | 57,8 |

| Eleccions generals del 01/02/1891 |                   |                     |       |      |
| Partit/Ideologia                  | Partit/Ideologia  | Candidat            | Vots  | %    |
|                                   | Conservador       | Pere Bosch i Labrús | 1.923 | 42,2 |
|                                   | Altres            | Altres              | 2.636 | 57,8 |
| Total                             | Total             | Total               | 4.559 | 100  |
| Cens/participació                 | Cens/participació | Cens/participació   | 7.493 | 60,8 |

### Dècada de 1880
| Eleccions generals del 04/04/1886 |                  |                         |       |      |
| Partit/Ideologia                  | Partit/Ideologia | Candidat                | Vots  | %    |
|                                   | Liberal          | Joan Maluquer i Viladot | 1.812 | 82,6 |
|                                   | Altres           | Altres                  | 381   | 17,4 |
| Total                             | Total            | Total                   | 2.193 | 100  |

| Eleccions generals del 27/04/1884 |                  |                       |       |      |
| Partit/Ideologia                  | Partit/Ideologia | Candidat              | Vots  | %    |
|                                   | Conservador      | Pau Turull i Comadran | 1.737 | 87,1 |
|                                   | Altres           | Altres                | 258   | 12,9 |
| Total                             | Total            | Total                 | 1.995 | 100  |

| Eleccions generals del 20/08/1881 |                  |                          |       |      |
| Partit/Ideologia                  | Partit/Ideologia | Candidat                 | Vots  | %    |
|                                   | Liberal          | Joaquim Planas i Borrell | 1.936 | 98,1 |
|                                   | Altres           | Altres                   | 37    | 1,9  |
| Total                             | Total            | Total                    | 1.973 | 100  |

### Dècada de 1870
| Eleccions generals del 20/04/1879 |                  |                       |       |      |
| Partit/Ideologia                  | Partit/Ideologia | Candidat              | Vots  | %    |
|                                   | Conservador      | Pau Turull i Comadran | 1.367 | 59,5 |
|                                   | Altres           | Altres                | 930   | 40,5 |
| Total                             | Total            | Total                 | 2.297 | 100  |

| Eleccions generals del 20/01/1876 |                   |                       |        |      |
| Partit/Ideologia                  | Partit/Ideologia  | Candidat              | Vots   | %    |
|                                   | Conservador       | Pau Turull i Comadran | 4.097  | 65,6 |
|                                   | Altres            | Altres                | 2.144  | 34,4 |
| Total                             | Total             | Total                 | 6.241  | 100  |
| Cens/participació                 | Cens/participació | Cens/participació     | 10.000 | 62,4 |

| Eleccions generals del 10/05/1873 |                  |                |       |      |
| Partit/Ideologia                  | Partit/Ideologia | Candidat       | Vots  | %    |
|                                   | Sense dades      | Joan Pla i Mas | 2.351 | 47,3 |
|                                   | Altres           | Altres         | 2.618 | 52,7 |
| Total                             | Total            | Total          | 4.969 | 100  |

| Eleccions generals del 24/08/1872 |                  |                |       |      |
| Partit/Ideologia                  | Partit/Ideologia | Candidat       | Vots  | %    |
|                                   | Sense dades      | Joan Pla i Mas | 2.833 | 61,0 |
|                                   | Altres           | Altres         | 1.815 | 39,0 |
| Total                             | Total            | Total          | 4.648 | 100  |

| Eleccions generals del 03/04/1872 |                  |                |       |      |
| Partit/Ideologia                  | Partit/Ideologia | Candidat       | Vots  | %    |
|                                   | Sense dades      | Lluís de Ramon | 3.690 | 53,3 |
|                                   | Altres           | Altres         | 3.234 | 46,7 |
| Total                             | Total            | Total          | 6.924 | 100  |

| Eleccions generals del 08/03/1871 |                                     |                          |       |      |
| Partit/Ideologia                  | Partit/Ideologia                    | Candidat                 | Vots  | %    |
|                                   | Partit Republicà Democràtic Federal | Adolf Joarizti i Lasarte | 3.805 | 55,6 |
|                                   | Altres                              | Altres                   | 3.038 | 44,4 |
| Total                             | Total                               | Total                    | 6.843 | 100  |